# Archeozoölogie

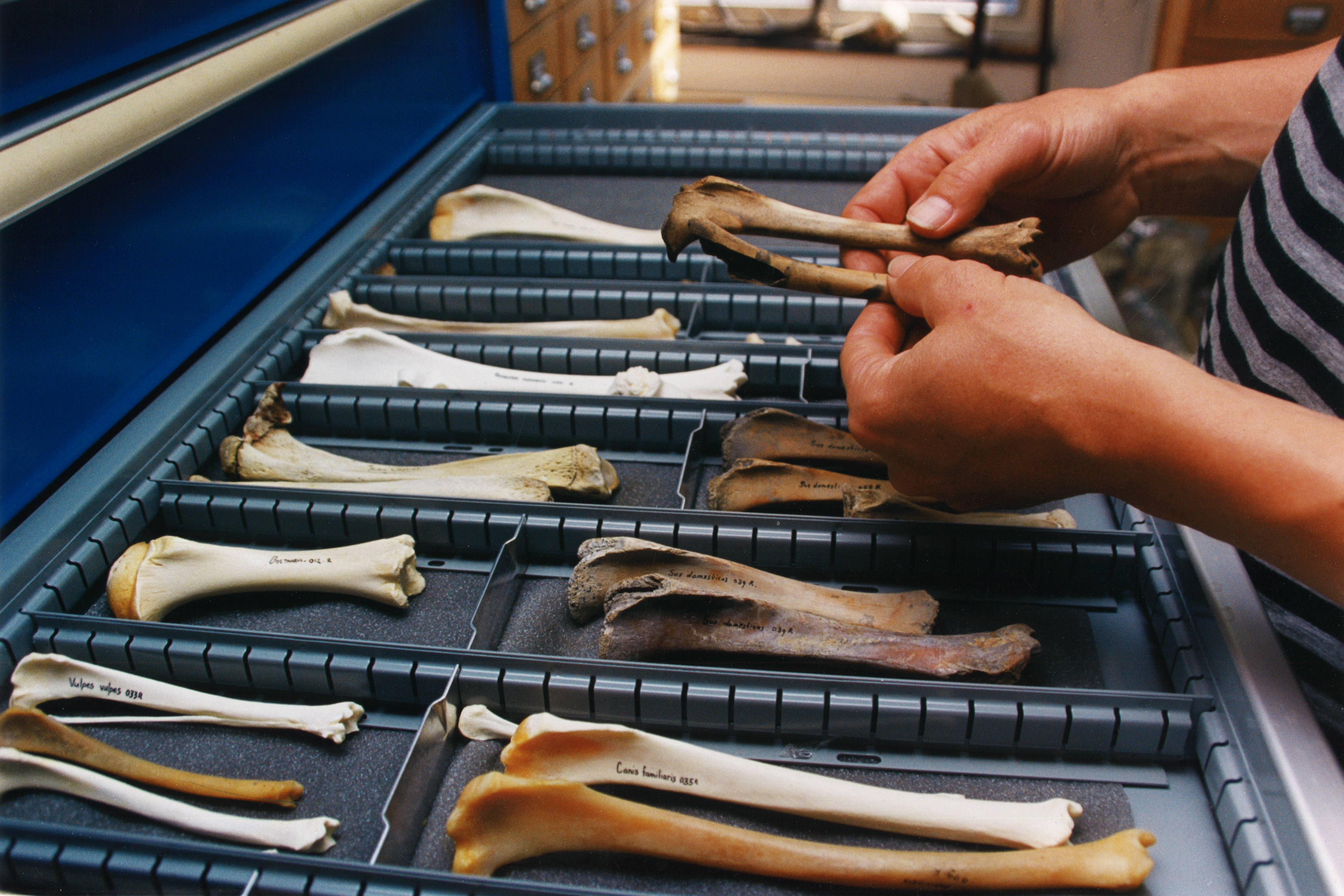
Een referentiecollectie van bijvoorbeeld scheenbenen van diverse diersoorten helpt in de archeozoölogie bij het determineren van botten

Archeozoölogie is de aan archeologisch onderzoek bijdragende discipline die de relatie tussen mens en dier en de natuurlijke omgeving van de mens in het verleden bestudeert. Daarbij komen paleozoölogische, culturele en paleoecologische aspecten aan de orde. Deze aspecten zijn nauw met elkaar verbonden.
Archeozoölogisch onderzoek bestudeert de dierlijke resten die bij een archeologische opgraving worden aangetroffen, zoals zoogdierbotten, visresten, weekdieren, resten van insecten en mijten.
Uit deze gegevens kan afgeleid worden in welke omgeving men leefde en of men zich bezighield met het verzamelen van voedsel, met visserij, jacht of veeteelt. Een belangrijke vraag is ook of de aangetroffen dierlijke resten door de mens gebruikt zijn of tot de natuurlijke fauna behoorden. Soms is het mogelijk te achterhalen aan welke ziekten de mensen en hun vee leden.
Men maakt soms onderscheid tussen archeozoölogie en zoöarcheologie. Bij de archeozoölogie ligt de nadruk meer op het 'standpunt' van het dier en bij de zoöarcheologie meer op het 'standpunt' van de mens, maar in de praktijk is de grens vaag en het verschil klein. In het Nederlands wordt de term archeozoölogie het meest gebruikt.